# David Ross
David Ross, född 1945 i Blackburn i Lancashire, är en brittisk skådespelare. 
Ross har arbetat med teater, film och TV. Bland hans mest kända roller finns rollen som den första Kryten samt även Talkie Toaster i komediserien Red Dwarf, Elgin Sparrowhawk i BBC:s sitcom The Green Green Grass, och den som Mr. Sedley i en BBC-adaption av William Makepeace Thackerays roman Fåfängans marknad 1998.

## Filmografi i urval
- 1975–1994 – Coronation Street (TV-serie)
- 1984 – The Adventures of Sherlock Holmes (TV-serie)
- 1988 – Bergerac (TV-serie)
- 1988 & 1991 – Red Dwarf (TV-serie)
- 1993 – Ursäkta, var är arvet?
- 1993–1995 – Casualty (TV-serie)
- 1994–2000 – The Bill (TV-serie)
- 1996 – Mary Reilly
- 1997 – Melissa (Miniserie)
- 1998 – Fåfängans marknad (Miniserie)
- 1999 – Oliver Twist (Miniserie)
- 2000–2004 – Tillbaka till Aidensfield (TV-serie)
- 2000 & 2005 – Morden i Midsomer (TV-serie)
- 2001 – Law & Order: Criminal Intent (TV-serie)
- 2005–2009 – The Green Green Grass (TV-serie)
- 2009–2011 – Doctors (TV-serie)
- 2012 – Holby City (TV-serie)
- 2017 – Red Dwarf (TV-serie)